# Deutsche Feldhandball-Pokalrunde 1972
Die Feldhandball-Pokalrunde 1972 war eine Ersatz-Spielzeit für die in diesem Jahr vom DHB offiziell ausgesetzte Feldhandball-Bundesliga. Die Pokalrunde fand zwischen dem 8. April und dem 20. August 1972 statt, das Pokalfinale wurde am 20. August 1972 in Rüsselsheim ausgespielt.
Erster und einziger deutscher Pokalsieger im Feldhandball wurde die TS Steinheim 1874, die das Endspiel gegen den TV Hochdorf mit 17:15 gewann.
Erstmals seit 1934 wurde damit kein Titel „Deutscher Meister“ im Feldhandball vergeben – abgesehen von der kriegsbedingten Unterbrechung 1945 und 1946. Grund für diese Maßnahme war, dass die Feldhandballsaison als ungünstig angesehen wurde bei der Vorbereitung der Handballnationalmannschaft auf die Olympischen Sommerspiele 1972 in München; weil nur der Hallenhandball zum olympischen Programm gehörte, hatte der DHB die Nationalspieler für die Teilnahme an der Feldhandballsaison gesperrt. Damit ging gleichzeitig auch in Deutschland die Ära des Feldhandballs als Sportart zu Ende, der für Sportler und Publikum attraktivere Hallenhandball hatte sich durchgesetzt: Noch im selben Jahr, am 18. November 1972, beschloss der DHB-Vorstand, die Feldhandball-Bundesliga nach der Saison 1973 abzuschließen und künftige Meisterschaften wieder über die Regionalligen ausspielen zu lassen wie vor 1967.

## Modus
Die Pokalrunde wurde wie die Bundesliga in zwei Staffeln mit je acht Mannschaften ausgetragen, entsprechend den Bundesligen Nord und Süd, die in Hin- und Rückspielen die Staffelsieger ermittelten. Die Ersten und Zweiten der beiden Staffeln qualifizierten sich für das Halbfinale, welches ebenfalls in Hin- und Rückspiel ausgetragen wurde; die beiden Halbfinalsieger bestritten das Endspiel um die Pokalmeisterschaft.
Wie es in dieser Saison keinen Deutschen Meister gab, so waren auch keine Auf- oder Absteiger vorgesehen. Da der Vorjahresmeister TSV Grün-Weiß Dankersen seine Mannschaft aber im Zusammenhang mit dem vom DHB angekündigten Ende der Bundesliga vom Spielbetrieb zurückzog, wurde in der Bundesliga Nord dennoch ein Platz zur folgenden Saison frei, den die SG Bremen-Ost als Aufsteiger aus der Regionalliga einnahm.

## Zusammenfassung Saisonverlauf
Angesichts dessen, dass den bis dahin erfolgreichen Feldhandballmannschaften ihre herausragenden Spieler durch die Sperre der Nationalspieler fehlten, konnten sich in dieser Saison Vereine in den Vordergrund spielen, die früher eher im mittleren oder unteren Tabellendrittel abgeschlossen hatten.
In der Nordstaffel dominierte sogar ein Aufsteiger das Geschehen: Eintracht Hagen verlor nur das Auswärtsspiel gegen GW Dankersen und das Heimspiel gegen den TV Oppum und wurde Sieger der Nordgruppe, wenn auch knapp; die ersten vier Vereine der Abschlusstabelle lagen nur je einen oder zwei Punkte auseinander. Im Süden konnte sich der TV Hochdorf als Staffelsieger dagegen überlegen durchsetzen mit vier Punkten Vorsprung auf den Zweiten aus Steinheim. Die Turnerschaft Steinheim konnte erst am letzten Spieltag den TV Großwallstadt vom zweiten Platz wieder verdrängen; sie profitierte beim eigenen Erfolg gegen den TSV Birkenau davon, dass die SG Leutershausen ihr Heimspiel gegen Großwallstadt knapp gewinnen konnte.
In den Halbfinalspielen setzten sich die süddeutschen Mannschaften durch, so dass im Finale Hochdorf und Steinheim erneut aufeinander trafen; Steinheim behielt in der Verlängerung das glücklichere Ende für sich.

### Pokalrunde Nord

#### Tabelle
|    | Abschlusstabelle Nord       | Sp. | S  | U | N  | Tore    | Diff. | Punkte |
| -- | --------------------------- | --- | -- | - | -- | ------- | ----- | ------ |
| 1. | VfL Eintracht Hagen (A)     | 14  | 10 | 2 | 2  | 198:152 | +46   | 22:6   |
| 2. | TV Angermund 09             | 14  | 10 | 1 | 3  | 172:150 | +22   | 21:7   |
| 3. | TSV Grün-Weiß Dankersen (M) | 14  | 9  | 1 | 4  | 201:174 | +27   | 19:9   |
| 4. | TV Oppum 1894               | 14  | 8  | 2 | 4  | 187:170 | +17   | 18:10  |
| 5. | Sportfreunde Hamborn 07     | 14  | 6  | 2 | 6  | 184:181 | +3    | 14:14  |
| 6. | TuS 05 Wellinghofen         | 14  | 4  | 1 | 9  | 183:184 | −1    | 9:19   |
| 7. | OSC 04 Rheinhausen          | 14  | 3  | 1 | 10 | 151:197 | −46   | 7:21   |
| 8. | Eintracht Braunschweig      | 14  | 0  | 2 | 12 | 115:183 | −68   | 2:26   |

Absteiger: TSV Grün-Weiß Dankersen (nach Saisonende vom Spielbetrieb zurückgezogen)

#### Ergebnisse
Ergebnisse der Spiele der Pokalrunde Nord dieser Saison
Heimmannschaft: linke Spalte/Gastmannschaft: obere Zeile
| Pokalrunde Nord 1972   | VfL Eintracht Hagen | TV Angermund 09 | TSV Grün-Weiß Dankersen | TV Oppum 1894 | Sportfreunde Hamborn 07 | TuS 05 Wellinghofen | ESV Rheinh. | Eintracht Braunschweig |
| ---------------------- | ------------------- | --------------- | ----------------------- | ------------- | ----------------------- | ------------------- | ----------- | ---------------------- |
| Eintracht Hagen        |                     | 11:11           | 15:14                   | 12:15         | 12:6                    | 11:9                | 20:7        | 10:4                   |
| TV Angermund           | 12:18               |                 | 14:12                   | 10:7          | 13:10                   | 12:5                | 13:11       | 15:11                  |
| GW Dankersen           | 17:16               | 14:10           |                         | 20:12         | 18:13                   | 16:15               | 7:9         | 14:11                  |
| TV Oppum               | 12:12               | 9:11            | 15:13                   |               | 14:10                   | 10:9                | 16:9        | 12:12                  |
| Sportfreunde Hamborn   | 11:13               | 13:11           | 13:13                   | 18:16         |                         | 16:13               | 15:14       | 18:4                   |
| TuS Wellinghofen       | 12:15               | 11:13           | 14:17                   | 16:17         | 20:16                   |                     | 16:12       | 18:6                   |
| OSC Rheinhausen        | 12:16               | 12:15           | 8:15                    | 13:19         | 9:14                    | 14:14               |             | 10:7                   |
| Eintracht Braunschweig | 10:17               | 6:12            | 9:11                    | 5:13          | 11:11                   | 9:11                | 10:11       |                        |

### Pokalrunde Süd

#### Tabelle
|    | Abschlusstabelle Süd | Sp. | S  | U | N  | Tore    | Diff. | Punkte |
| -- | -------------------- | --- | -- | - | -- | ------- | ----- | ------ |
| 1. | TV Hochdorf          | 14  | 11 | 0 | 3  | 208:175 | +33   | 22:6   |
| 2. | TS Steinheim 1874    | 14  | 9  | 0 | 5  | 192:181 | +11   | 18:10  |
| 3. | TV Großwallstadt     | 14  | 7  | 2 | 5  | 192:172 | +20   | 16:12  |
| 4. | SG Leutershausen     | 14  | 7  | 0 | 7  | 175:174 | +1    | 14:14  |
| 5. | TSV 1895 Oftersheim  | 14  | 6  | 1 | 7  | 152:160 | −8    | 14:14  |
| 6. | SVH Kassel           | 14  | 6  | 1 | 7  | 153:161 | −8    | 13:15  |
| 7. | TSV Birkenau         | 14  | 5  | 1 | 8  | 165:167 | −2    | 11:17  |
| 8. | TSV Allach 09 (A)    | 14  | 1  | 2 | 11 | 155:202 | −47   | 4:24   |

Absteiger: keine

#### Ergebnisse
Ergebnisse der Spiele der Pokalrunde Süd dieser Saison
Heimmannschaft: linke Spalte/Gastmannschaft: obere Zeile
| Pokalrunde Süd 1972 | TV Hochdorf | TS Steinheim 1874 | TV Großwallstadt | SG Leutershausen | TSV Ofters. | SVH Kassel | TSV Birkenau | TSV Allach |
| ------------------- | ----------- | ----------------- | ---------------- | ---------------- | ----------- | ---------- | ------------ | ---------- |
| TV Hochdorf         |             | 19:13             | 21:14            | 14:13            | 9:12        | 18:15      | 17:16        | 19:15      |
| TS Steinheim 1874   | 13:12       |                   | 16:15            | 13:7             | 16:12       | 19:11      | 19:14        | 13:9       |
| TV Großwallstadt    | 14:17       | 8:5               |                  | 15:10            | 15:8        | 15:14      | 16:11        | 8:8        |
| SG Leutershausen    | 12:17       | 21:13             | 15:14            |                  | 9:7         | 17:13      | 11:13        | 7:5        |
| TSV 1895 Oftersheim | 8:10        | 17:13             | 11:16            | 14:12            |             | 11:8       | 14:10        | 13:12      |
| SVH Kassel          | 10:8        | 13:11             | 11:11            | 8:14             | 10:6        |            | 13:11        | 14:8       |
| TSV Birkenau        | 7:9         | 6:7               | 15:13            | 14:12            | 5:2         | 7:10       |              | 21:9       |
| TSV Allach 09       | 13:18       | 17:21             | 10:18            | 14:15            | 15:17       | 5:3        | 15:15        |            |

### Endrunde

#### Halbfinale
Hinspiel/Rückspiel
TS Steinheim 1874 – VfL Eintracht Hagen: 17:12/16:16
TV Angermund 09 – TV Hochdorf: 13:10/11:16 (nach Verlängerung)
Das Rückspiel des zweiten Halbfinales wurde doppelt gespielt; es endete ursprünglich 8:13 für Hochdorf. Da aber die Tore in Hochdorf zu klein waren, wurde die Begegnung neu angesetzt.

#### Endspiel
TS Steinheim 1874 – TV Hochdorf: 17:15 (nach Verlängerung; 10:10)